# موزه هنرهای مردمی آمریکا
موزهٔ هنرهای مردمی آمریکا یک موزهٔ هنری در بخش بالایی غربی منهتن، در ساختمان شماره ۲، میدان لینکلن، خیابان کلمبوس و در کوچه ۶۶ است. این موزه نخستین نهادی است که به قدردانی زیبایی‌شناختی هنر مردمی و بیان خلاقانه هنر نائیف معاصر از ایالات متحده و سایر کشورها اختصاص دارد.
این موزه بیش از ۸۰۰۰ شیء از قرن ۱۸ تا کنون را در خود جای داده است. این آثار هم هنر عامیانه سنتی و هم آثار هنرمندان نائیف معاصر و هنر اصیل را در بر می‌گیرد. موزه در نمایشگاه‌های جاری، برنامه‌های آموزشی و اطلاع‌رسانی خود، بیان خلاقانه افرادی را به نمایش می‌گذارد که استعدادهایشان بدون آموزش رسمی هنری، رشد کرده است.
بازدید از این موزه رایگان است و سالانه بیش از ۱۳۰۰۰۰ بازدیدکننده دارد.

## نگارخانه
نمونه‌های برجسته 

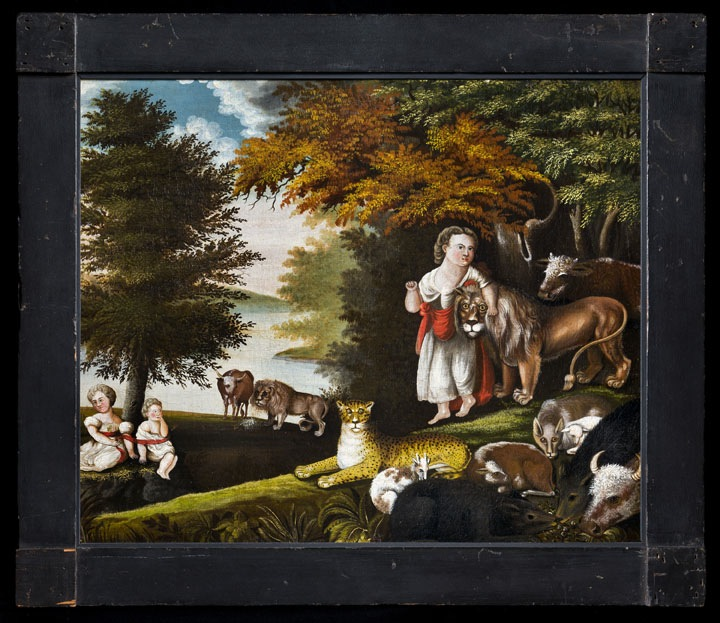
ادوارد هیکس ، پادشاهی صلح‌آمیز، ۱۸۲۹-۱۸۳۱
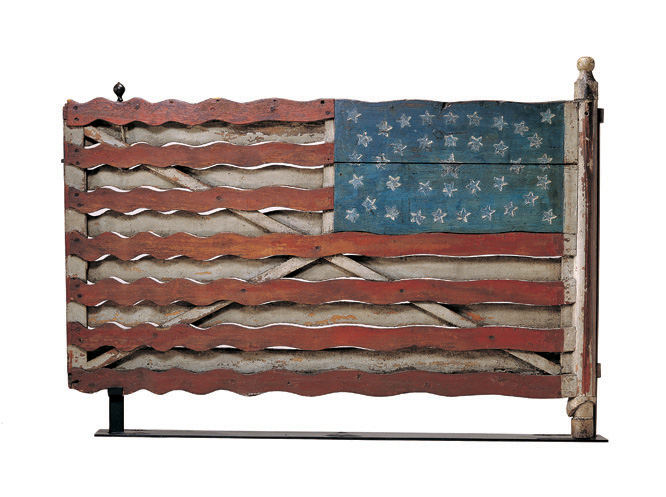
هنرمند ناشناس، دروازه پرچم ، ۱۸۷۶
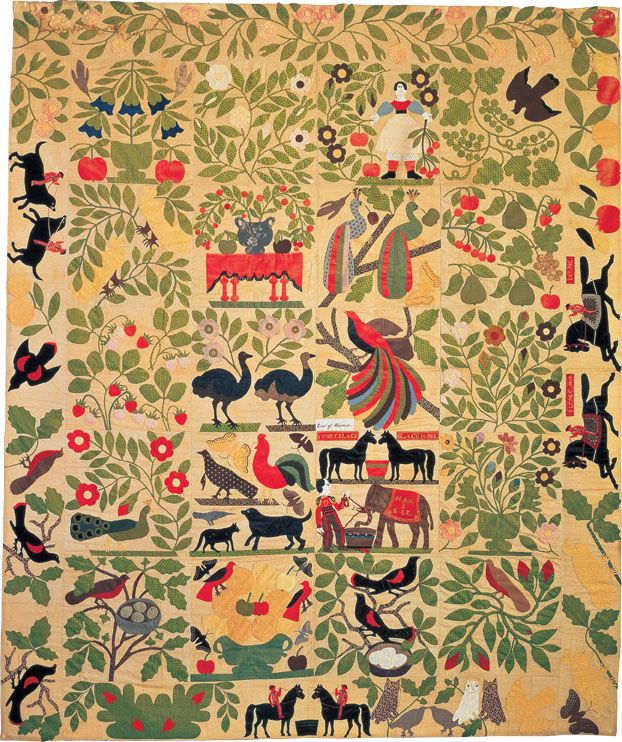
هنرمند ناشناس، تاپ لحاف پرنده بهشت ، ۱۸۵۸–۱۸۶۳
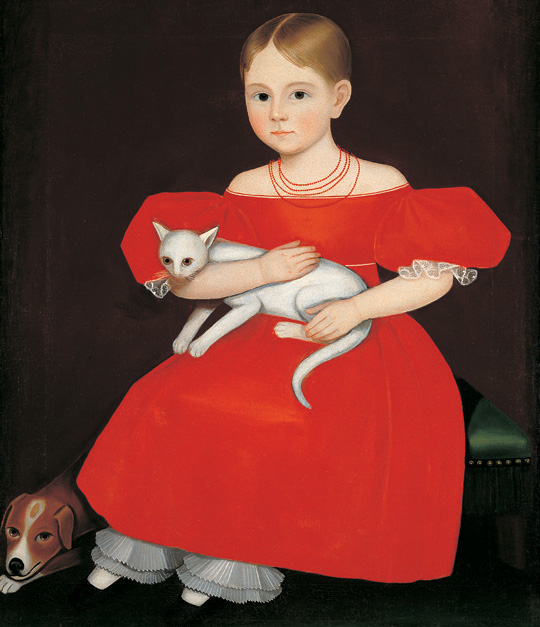
آمی فیلیپس ، دختری با لباس قرمز با گربه و سگ ، ۱۸۳۰-۱۸۳۵
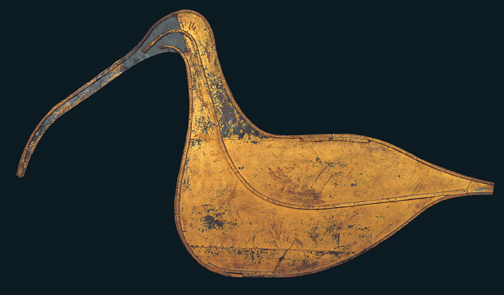
هنرمند ناشناس، هادسونین کرلو ودروان، ۱۸۷۴
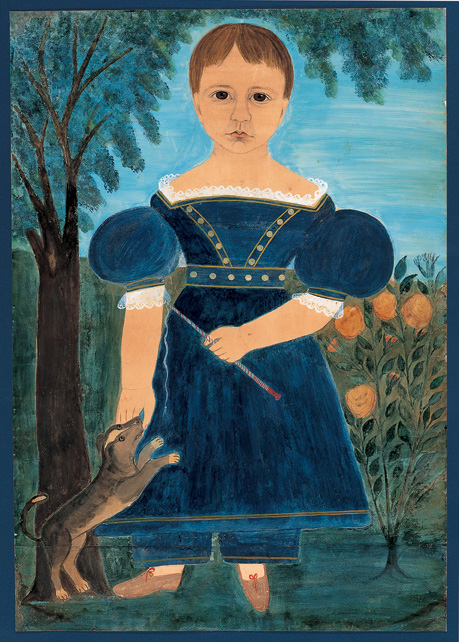
ساموئل آدیسون شوت و روث ویتیر شوت ، استاد برنهام ، ۱۸۳۱-۱۸۳۲
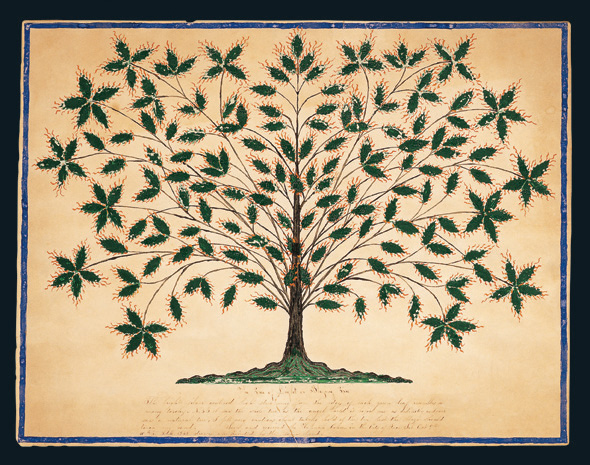
هانا کوهون ، نقاشی هدیه: درخت نور یا درخت فروزان ، ۱۸۴۵

## برای مطالعهٔ بیشتر
- هنر عامیانه (قبلاً The Clarion ). مجله ای که در سال‌های ۱۹۷۱ تا ۲۰۰۸ توسط موزه هنرهای مردمی آمریکا منتشر شد.
- اندرسون، بروک دیویس. دارگر: مجموعه هنری دارگر در موزه هنر عامیانه آمریکا. نیویورک: موزه هنرهای عامیانه آمریکا با همکاری هری ان. آبرامز، ۲۰۰۱.
- اندرسون، بروک دیویس. مارتین رامیرز. سیاتل: کتاب‌های مارکاند در همکاری با موزه هنر عامیانه آمریکا، 2007. کتاب قابل توجه نیویورک تایمز.
- هالندر، استیسی سی. درخشش آمریکایی: هدیه رالف اسمری به موزه هنر عامیانه آمریکا. نیویورک: موزه هنرهای عامیانه آمریکا با همکاری هری ان. آبرامز، ۲۰۰۱.
- هالندر، استیسی سی و بروک دیویس اندرسون. سرود آمریکایی: شاهکارهای موزه هنر عامیانه آمریکا. نیویورک: موزه هنرهای عامیانه آمریکا با همکاری هری ان. آبرامز، ۲۰۰۱.
- کلی، اندرو. کنتاکی با طراحی: هنرهای تزئینی و فرهنگ آمریکایی: لحاف، روتختی، و فرهنگ مادی شیکر. لکسینگتون: انتشارات دانشگاه کنتاکی، ۲۰۱۵.شابک ‎۹۷۸−۰−۸۱۳۱−۵۵۶۷−۸شابک 978-0-8131-5567-8
- وارن، الیزابت وی. کویلتس: شاهکارهای موزه هنر عامیانه آمریکا. نیویورک: موزه هنرهای عامیانه آمریکا با همکاری انتشارات بین‌المللی ریزولی، شرکت، ۲۰۱۰.
- زیمیلز، موری. شیرهای طلاکاری شده و اسب‌های جواهرکاری: کنیسه تا چرخ فلک. با پیشگفتار جرارد سی ورتکین و مقاله ای از ویویان بی. مان. لبنان، NH : انتشارات دانشگاه نیوانگلند / انتشارات دانشگاه براندیس در انجمن موزه هنر عامیانه آمریکا، ۲۰۰۷. برنده جایزه ملی کتاب یهودی در سال ۲۰۰۷، هنرهای تجسمی.